# Choerophryne pandanicola
Espèce
Synonymes
- Albericus pandanicolus Günther & Richards, 2012

Choerophryne pandanicola est une espèce d'amphibiens de la famille des Microhylidae.

## Répartition
Cette espèce est endémique de la province d'Enga en Papouasie-Nouvelle-Guinée. Elle se rencontre à 2 900 m d'altitude.

## Description
Les mâles mesurent de 18,0 à 19,6 mm.

## Étymologie
Son nom d'espèce, du latin, pandanus, en référence au genre de plantes Pandanus et colus, « habitat », lui a été donné en référence à son habitat.

## Publication originale
- Günther & Richards, 2012 : Five new microhylid frog species from Enga Province, Papua New Guinea, and remarks on Albericus alpestris (Anura, Microhylidae). Vertebrate Zoology, vol. 61, no 3, p. 343-372 (texte intégral).